# Neculai Barbu

## Biografie extinsă
Neculai Barbu (n. 18 noiembrie 1924, Stâncășeni, județul Vaslui – d. ?) a fost un geograf și pedolog român, profesor universitar la Universitatea "Alexandru Ioan Cuza" din Iași. S-a remarcat prin contribuțiile sale în domeniul pedogeografiei și prin colaborarea cu profesorul Nicolae Bucur în cercetarea solurilor din România.

## Biografie

### Familia și originile
S-a născut într-o familie numeroasă, tatăl fiind notar comunal, iar mama gospodină dedicată celor nouă copii.

### Educație și formare
Școala primară în satul natal (1931–1937), apoi Școala Normală din Bârlad, bacalaureatul în 1945 la Vaslui. Între 1946–1950 a urmat Facultatea de Geografie a Universității din Iași, fiind șef de promoție. Ulterior, s-a specializat în pedologie la Institutul Agronomic Iași, apoi în Ungaria și Georgia.

### Origini și educație
Neculai Barbu s-a născut la 18 noiembrie 1924 în satul Stâncășeni, comuna Obârșeni (astăzi parte din Voinești), Județul Vaslui. Tatăl său, Neculai Barbu, a fost notar comunal și gospodar, iar mama sa, Adela Barbu, s-a dedicat creșterii celor nouă copii ai familiei. A urmat școala primară în satul natal între 1931 și 1937, continuându-și studiile la Școala Normală de Învățători din Bârlad, una dintre cele mai renumite școli de acest tip din Moldova, pe care a absolvit-o în 1945. În același an, a susținut examenul de bacalaureat la Liceul Teoretic din Vaslui.
În toamna anului 1945, s-a înscris la Facultatea de Geografie-Geologie, Secția Geografie, a Universității din Iași. Între 1946 și 1950, cât a fost student, s-a întreținut financiar lucrând ca pedagog la Școala Normală de Băieți „Vasile Lupu” din Iași. A absolvit facultatea în 1950, fiind șef de promoție al Facultății de Geologie-Geografie de la Universitatea „Al. I. Cuza” din Iași.

### Carieră profesională
După absolvire, în 1950, Neculai Barbu a fost numit preparator la Facultatea de Geografie a Universității din Iași. A parcurs toate gradele didactice, devenind profesor universitar, și a activat la catedră până în 1987, când s-a retras din activitatea didactică pentru a se dedica exclusiv cercetării. Între 1952 și 1958, a urmat cursuri de specializare în pedologie sub îndrumarea profesorului Nicolae Bucur la Institutul Agronomic din Iași, consolidându-și competențele în acest domeniu.
A efectuat stagii de specializare internațională, inclusiv la Universitatea din Debrețin (1962), sub îndrumarea profesorului Laszlo Kadar, și la Universitatea din Tbilisi (1967), unde a studiat geografia regională (landschaft) cu profesorul M.S. Saneblidze. În 1990, a fost investit conducător de doctorat în pedogeografie la Universitatea din Iași, îndrumând peste 15 lucrări de doctorat.

## Activitate științifică

### Domenii de cercetare
- Geografie fizică (paleogeografie, geomorfologie, climatologie)
- Pedologie și pedogeografie (geneza și distribuția solurilor)
- Cartografiere, regionare pedogeografică
Neculai Barbu a contribuit la:
- Pedogeografie și regionarea pedogeografică
- Studii pedologice și geomorfologice
- Geografia solurilor montane
- Interdisciplinaritatea dintre geografie și pedologie
- Elaborarea hărților și atlaselor de sol

### Contribuții originale
- - Introducerea și definirea pedogeografiei în România
- - Regionarea pedogeografică a Podișului Moldovei
- - Participarea la realizarea hărților solurilor României (1964) și Moldovei (1998)
- - Studii aprofundate ale solurilor montane din Carpați

Neculai Barbu a fost un pionier al pedogeografiei în România, elaborând primul curs de pedogeografie în două volume: „Pedogeografie” și „Geografia solurilor României”. A abordat teme precum componența minerală și organică a solului, regimul hidric și termic, proprietățile fizice și chimice ale solului, și clasificarea solurilor, adaptând schema americană a pedologului Marbut.
A fost un cercetător de referință al solurilor montane, contribuind cu lucrări precum „Solurile Munților Ceahlău” și „Obcinele Bucovinei”. A participat la elaborarea „Hărții solurilor României” (1964) și a „Hărții solurilor Moldovei” (1998), publicată în „Albumul geografic informatizat al Moldovei”. A colaborat cu pedologi de elită precum Nicolae Bucur, Nicolae Cernescu și Nicolae Florea, promovând regionarea pedogeografică a teritoriului României.

### Metodologie și inovații
A combinat cercetarea pedologică cu metode geomorfologice și geografice. A introdus termenul „geografia solurilor” ca sinonim științific pentru pedogeografie.

### Colaborări
Colaborarea sa cu profesorul Nicolae Bucur (1952–1969) a fost definitorie, punând bazele interferenței dintre geografie și pedologie. A lucrat, de asemenea, cu geografi precum C. Martiniuc, Gh. Lupașcu și V. Băcăoanu, și cu academicianul Valeriu D. Cotea, contribuind la lucrarea „Podgoriile și vinurile României” (2000).

## Publicații
Neculai Barbu a publicat peste 125 de lucrări științifice, 23 de comunicări și a participat la 22 de contracte de cercetare aplicativă. Dintre lucrările sale reprezentative:

### Cărți și monografii
- Podișul Moldovei (1980)
- Geografia solurilor României (1987)
- Geografia municipiului Iași (1987)
- Podgoriile și vinurile României (2000, în colaborare)

### Articole științifice
- Complexul de condiții fizico-geografice din coasta Dealului Mare Hîrlău” (1954, cu N. Bucur).
- Regradarea solurilor din Depresiunea Jijia-Bahlui” (1965, cu N. Bucur).
- Solul ca obiect de studiu al geografiei” (1980).
- Regionarea pedogeografică a Podișului Moldovenesc” (1985).
- Regionarea pedogeografică a teritoriului României” (1988).

## Premii și recunoaștere
Neculai Barbu a fost distins cu:
- Premiul „Gheorghe Munteanu Murgoci” al Academiei Române (1976) pentru „Obcinele Bucovinei”.
- Premiul „Gheorghe Munteanu Murgoci” al Academiei Române (1980) pentru „Podișul Moldovei” și „Geografia Municipiului Iași”.
- Premiul Oficiul Internațional al Viei și Vinului (2001) pentru „Podgoriile și vinurile României”.
- Premiul Uniunea Scriitorilor din România (2001) pentru „Podgoriile și vinurile României”.
- Titlul de Profesor Universitar Evidențiat (1987).
- Titlul de Profesor Emeritus (1997).
- Membru al Societatea Română de Geografie, Societatea Națională de Știința Solului, Societatea Internațională de Știința Solului, și al Academia Oamenilor de Știință din România.